# Odai Al-Saify
Odai Yusuf Ismaeel Al-Saify (1986. március 26. –) palesztin származású jordániai válogatott labdarúgó, a kuvaiti Al-Salmiya SC csatára.
Házas, felesége Nour Al-Saify, lánya Alma, fia Zaid.

## Pályafutása

### A válogatottban
2007-ben mutatkozott be a jordán válogatottban. 2008-ban részt vett a 2010-es világbajnoki selejtezőkön. Játszott a 2011-es és a 2015-ös Ázsia-kupán.